# Optičko prepoznavanje znakova
Optičko prepoznavanje znakova (engleski Optical Character Recognition, OCR) uključuje računarski softver koji je dizajniran tako da prevodi sliku odštampanog teksta s papira (koji obično učitamo sa skenera) u uredivi tekst, ili prevodi sliku sa znakovima u standardnu kodnu šemu predstavljajući ih u ASCII ili Junikod kodu. OCR je započeo kao polje u istraživanju veštačke inteligencije.